# Ectodus descampsii
Ectodus descampsii gehört zur Familie der Buntbarsche (Cichlidae). Die Fische werden 10 bis 12 cm groß.

## Lebensraum
Ectodus descampsii lebt in lockeren Schwärmen in Sandbuchten des Tanganjikasees in Afrika. Bei Gefahr vergraben sich die Fische blitzschnell in den Sandboden und sind für Fressfeinde dadurch schwer auffindbar. Sie sind Allesfresser, die auch den Sandboden nach Nahrung durchkauen.

## Unterscheidung der Geschlechter
Die Unterscheidung der Geschlechter ist schwierig. Beide Geschlechter haben einen schwarzen Punkt auf der Rückenflosse, der mit einem blauen Farbfleck umgeben ist. Bei Männchen ist dieser Punkt und der Farbfleck ausgeprägter. Sexuell aktive Männchen haben zudem oft ausgeprägte gelbe Streifen entlang der Ränder der Schwanzflosse, Bauchflosse und Brustflossen.

## Fortpflanzung
Das Männchen bildet ein Sandnest von bis zu einem halben Meter Durchmesser, das gegen andere Fische verteidigt wird. Findet sich ein Weibchen, so werden die Eier im Sandnest besamt, woraufhin das Weibchen die Eier in den Mund nimmt. Das Weibchen behält die Eier bzw. die geschlüpften Jungfische zum Schutz bis zu 20 Wochen lang im Mund (maternale Maulbrüter).

## Aquaristik
Ectodus descampsii ist nicht sehr durchsetzungsstark, so dass die Haltung im Artaquarium oder im Biotopaquarium zusammen mit anderen Sandcichliden bzw. Freiwasserfischen erfolgen sollte.